# Перес, Луис Эрнесто
Луис Эрнесто Перес Гомес (исп. Luis Ernesto Pérez Gómez; родился 12 января 1981 года в Мехико, Мексика) — мексиканский футболист, выступавший на позиции центрального полузащитника. Участник чемпионата мира 2006 года в составе сборной Мексики.

## Клубная карьера
В сезоне 1999 года Перес дебютировал в составе «Некаксы» в мексиканской Примере. 21 сентября в матче против «Сантос Лагуны», он впервые вышел на поле в составе своего клуба. В своем первом сезоне Луис Эрнесто провел 11 матчей, зато уже в следующем году он стал полноправным членом основного состава, по окончании чемпионата получив Премию «Открытие сезона». В том же году он в составе своей команды стал участником первого Чемпионата мира среди клубов, где команда выиграла бронзовые медали. После четырёх сезонов проведенных в «Некаксе», Перес в 2003 году был продан в «Монтеррей». В своем первом же сезоне Перес становится чемпионом в составе «полосатых».
В 2009 году Луис Эрнесто стал капитаном команды и вновь выиграл чемпионат Апертуры, в финале выиграв у «Крус Асуль». В следующем сезоне Перес в третий раз становится чемпионом страны, а также получил приз, как Лучший Опорный полузащитник сезона в  MX Лиге. В составе полосатых Луис Эрнесто два раз подряд выигрывает Лигу Чемпионов КОНКАКАФ в сезонах 2010/11 и 2011/12. За «Монтеррей» полузащитник провел более 300 матчей забив около 50 мячей.
В июне 2012 года Луис Эрнесто перешёл в «Гвадалахару». 22 июля в матче против «Толуки» Перес дебютировал в новом клубе. Летом 2013 года на правах аренды Перес перешёл в «Керетаро». 20 июля в поединке против «Монаркас Морелия» он дебютировал за новую команду. В начале 2014 года Переса в аренду взял «Чьяпас». 19 января в поединке против «Крус Асуль» он дебютировал за «ягуаров». Летом 2015 года Хуан вернулся в «Монтеррей» на правах аренды.

## Международная карьера
17 ноября 1998 года в товарищеском матче против сборной Сальвадора, Перес дебютировал за сборную Мексику. Следующий вызов полузащитник получил только в 2000 году.
Первым официальным турниром для полузащитника стал в 2001 году Кубок Конфедераций, где он не сыграл ни одного матча. Перес был в составе национальной команды на Золотом Кубке КОНКАКАФ — 2003, где он выиграл золотые медали, а также участником Олимпийских игр в Афинах. На турнире он сыграл в матчах против Мали, Южной Кореи и Греции.
17 ноября 2004 года в матче квалификационного раунда Чемпионата Мира 2006, против сборной Сент-Киттс и Невис, Перес сделал хет-трик.
В 2005 году Луис Эрнесто принял участие во всех пяти матчах Кубка Конфедераций, а также отметился голевой передачей на Хареда Борхетти в матче за третье место против сборной Германии.
В 2006 году тренер мексиканской сборной Рикардо Лавольпе включил полузащитника в заявку национальной команды на Чемпионат Мира в Германии. В первом матче против сборной Ирана, Луис Эрнесто вышел на замену во втором тайме, сменив Харардо Торрадо. В матче против сборной Португалии Перес на 61-й минуте получил красную карточку и не смог принять участия в поединке 1/8 финала против сборной Аргентины.
9 февраля 2011 года Переса вызывают в сборную на товарищеский матч против сборной Боснии и Герцеговины, он выходит на поле в конце матча меняя Хавьера Эрнандеса. В 2011 году он был первоначально включен в заявку команды на участие в Золотом Кубке КОНКАКАФ, но из-за травмы в последний момент был вынужден пропустить турнир.

### Голы за сборную Мексики
| #  | Дата            | Место                                       | Противник          | Счёт | Результат | Соревнование                     |
| -- | --------------- | ------------------------------------------- | ------------------ | ---- | --------- | -------------------------------- |
| 1. | 7 июня 2000     | Коттон Бовл, Даллас, США                    | ЮАР                | 2:0  | 4:0       | 2000 Nike U.S. Cup               |
| 2. | 17 ноября 2004  | Этсадио Технологико, Монтеррей, Мексика     | Сент-Киттс и Невис | 2:0  | 8:0       | Чемпионат мира 2006 квалификация |
| 3. | 17 ноября 2004  | Этсадио Технологико, Монтеррей, Мексика     | Сент-Киттс и Невис | 4:0  | 8:0       | Чемпионат мира 2006 квалификация |
| 4. | 17 ноября 2004  | Этсадио Технологико, Монтеррей, Мексика     | Сент-Киттс и Невис | 8:0  | 8:0       | Чемпионат мира 2006 квалификация |
| 5. | 8 июня 2005     | Эстадио Университарио, Сан-Николас, Мексика | Тринидад и Тобаго  | 2:0  | 2:0       | Чемпионат мира 2006 квалификация |
| 6. | 7 сентября 2005 | Ацтека, Мехико, Мексика                     | Панама             | 1:0  | 5:0       | Чемпионат мира 2006 квалификация |
| 7. | 26 октября 2005 | Халиско (стадион), Гвадалахара, Мексика     | Уругвай            | 3:1  | 3:1       | Товарищеский матч                |
| 8. | 26 января 2006  | Кэндлстик Парк, Сан-Франциско, США          | Норвегия           | 2:1  | 2:1       | Товарищеский матч                |

## Достижения
Клубные
 «Некакса»
- Клубный чемпионат мира по футболу — 2000

 «Монтеррей»
- Чемпионат Мексики по футболу — Клаусура 2003
- Чемпионат Мексики по футболу — Апертура 2009
- Чемпионат Мексики по футболу — Апертура 2010
- Лига чемпионов КОНКАКАФ — 2010/11
- Лига чемпионов КОНКАКАФ — 2011/12

Международные
 Мексика
- Золотой кубок КОНКАКАФ — 2003

Индивидуальные
- Открытие года — 2000
- Лучший опорный полузащитник — Апертура 2010